# Cantón Jama
Jama es un cantón de la provincia de Manabí en Ecuador, tiene una población de 23.253 habitantes.  Su cabecera cantonal es la ciudad de Jama.  El alcalde actual para el período 2023 - 2027 es Alex Cevallos.  La mayoría de la población se dedica a la ganadería, pesca y al turismo, ya que posee playas por ubicarse en la costa del océano Pacífico.

## Extensión y límites
Jama tiene una extensión de 575 km². Sus límites son:
- Al Norte con el océano Pacífico y el Cantón Pedernales.
- Al sur con los cantones San Vicente y Sucre.
- Al este con el cantón Cantón Pedernales y Sucre.
- Al oeste con el océano Pacífico y San Vicente.

## Historia
El 20 de marzo de 1998 fue publicada en el Registro Oficial la ley de cantonización de Jama.
La Real cuna de la máscara ceremonial del Sol de Oro de la Cultura Jama Coaque.

## División política
Jama tiene una sola parroquia que es su cabecera cantonal :
- Jama